# A mi gente
A mi Gente es el tercer disco de la cantante argentina Soledad Pastorutti. Es un disco con nuevas canciones producido por Fernando Isella, productor además de sus dos discos anteriores. Este fue el primer disco en vivo de la cantante, basado en los conciertos que brindó en el teatro Gran Rex de Buenos Aires en el año 1998. El registro de las canciones que forman parte del álbum consta de los conciertos del 31 de agosto al 2 de septiembre.
Cabe destacar también que el orden de las canciones en el álbum difiere del presentado en el espectáculo además de estar (como sucedería luego con sus otros discos en vivo) corregido posteriormente en estudio.

## Lista de canciones del álbum editado
1. Del Chúcaro 2:59 (Horacio Guarany)
2. Pa´el que se va 2:02 (Alfredo Zitarrosa)
3. Soñadora del carnaval 3:05 (Alberto Agesta-Horacio Aguirre) Canta con Natalia Pastorutti
4. Solita la Cuna 2:44 (Soledad Pastorutti-Fernando Isella)
5. Canten para papá 3:17 (Soledad Pastorutti-César Isella)
6. El cautivo de Til Til 2:59 (Patricio Manns)
7. De fiesta en fiesta 2:10 (Antonio Ríos - Carlos Carabajal) Canta con Natalia Pastorutti
8. Sapo cancionero 4:06 (Jorge Hugo Chagra - Alejandro Flores) Canta solamente Natalia Pastorutti
9. A mi gente 3:55 (José Carbajal) Canta con Natalia Pastorutti
10. Miloguita pa´ Soledad 0:38 (Instrumental) (Fernando Isella)
11. Garganta con arena 2:46 (Cacho Castaña)
12. La culpa la tuve yo 1:55 (Instrumental)(Jorge Calcaterra - Alberto Arauco)
13. Coplas de la orilla 2:11 (Carlos José Pino)
14. Odiame 3:03 (Rafael Otero)
15. Potrerito de la infancia 2:50 (Juan Raúl Ratti)
16. Popurrí de chacareras 4:28 (Chacarera de las piedras de Atahualpa Yupanqui, Si de cantar se trata de Facundo Saravia, Del Norte Cordobés de Ica Novo y Entre a mi Pago sin Golpear de Carlos Carabajal)
17. Déjame que me vaya 2:46 (Roberto Ternán) Canta con Natalia Pastorutti

## Lista de canciones del espectáculo
1. Intro: Malambo
2. El duende del bandoneón [primera parte cantada por Soledad con 8 años, en imágenes, canción no publicada en el álbum]
3. Del Chúcaro
4. Pa' el que se va [En uno de los versos, Soledad intercambia los finales]
5. Coplas de la orilla
6. Potrerito de la infancia
7. Solita la cuna [Instrumental. En el espectáculo, se escucha el efecto de sonido del viento y las palabras de Soledad son distintas a lo publicado en el álbum]
8. Canten para papá.
9. De fiesta en fiesta
10. Soñadora del carnaval
11. Sapo cancionero
12. Alma, corazón y vida [No publicada en el álbum]
13. El cautivo de Til Til
14. Chilenito de Pucón [No publicada en el álbum]
15. Que nadie sepa mi sufrir [No publicada en el álbum]
16. Si te vas [No publicada en el álbum]
17. A mi gente
18. Milonguita pa' Soledad [Instrumental]
19. Garganta con arena
20. La culpa la tuve yo [Instrumental. En el álbum, la canción aparece recortada a la mitad]
21. Punta Cayastá [No publicada en el álbum]
22. Odiame
23. Popurrí de chacareras
24. Déjame que me vaya
25. A don Ata [No publicada en el álbum]

## Certificaciones
| País    | Organismo certificador | Certificación | Ventas certificadas | Ref.  |
| ------- | ---------------------- | ------------- | ------------------- | ----- |
| Uruguay | CUD                    | Oro           | 3 000               | [ 1 ] |